# コート・サン・リュック
コート・サン・リュック（Côte-Saint-Luc）は、カナダのケベック州のモントリオール島にある都市。モントリオール市に隣接した独立し自治体となっている。2016年のセンサスによると人口は32,448人、面積は6.95 平方キロメートルと非常に小さな自治体である。

## 概要
1903年に街が創設され、1958年に町(Town)から市(City)に昇格。1920年代にスコットランド人、ドイツ系ユダヤ人を中心に多くの移民を受け入れて成長した。2002年にモントリオール市に併合されたが、2006年には再び分離した。近年は、旧ソ連やルーマニア、モロッコ等のユダヤ人の流入も目立ち、フランスからのユダヤ人の移住も多い。コート・サン・リュックの住民の6割前後がユダヤ人で構成されており、隣接するハンプステッドから続くユダヤ人集住地域となっている。住民の7割が英語を使用して生活している英語圏地域であるが、近年はフランスやモロッコからのユダヤ系移民も多く、フランス語の割合が増加している。市内にはユダヤ人学校が複数あり、ヘブライ語教育やユダヤ教徒としての教育を行っている。また、ユダヤ人食材店とシナゴーグも複数あるなど、ユダヤ人集住都市の様相を持っている。歴代市長もユダヤ人である。

## 人口動態
| 母語話者（コート・サン・リュック）2016 | 母語話者（コート・サン・リュック）2016 | 母語話者（コート・サン・リュック）2016 | 母語話者（コート・サン・リュック）2016 | 母語話者（コート・サン・リュック）2016 |
| -------------------------------------- | -------------------------------------- | -------------------------------------- | -------------------------------------- | -------------------------------------- |
|                                        |                                        |                                        |                                        |                                        |
| フランス語                             | フランス語                             |                                        | 18.98%                                 | 18.98%                                 |
| 英語                                   | 英語                                   |                                        | 40.52%                                 | 40.52%                                 |
| ロシア語                               | ロシア語                               |                                        | 6.85%                                  | 6.85%                                  |
| ペルシャ語                             | ペルシャ語                             |                                        | 4.44%                                  | 4.44%                                  |
| ヘブライ語                             | ヘブライ語                             |                                        | 2.94%                                  | 2.94%                                  |
| ルーマニア語                           | ルーマニア語                           |                                        | 2.79%                                  | 2.79%                                  |

2016年センサスによる人口は32,448人。2016年における住民の言語は英語が40.52%、フランス語が18.98%となっている。他ロシア語6.85％、ペルシャ語4.44%、ヘブライ語2.94%、ルーマニア語2.79%、スペイン語2.27%、イタリア語2.06%、イディッシュ語1.92%の順になっている。
2011年の調査によるとユダヤ人の占める割合は62.1%に達しイスラエルを除いた地域のなかでも特にユダヤ人の割合が高い自治体である。住民はアシュケナジー系ユダヤ人を中心とした白人が主体であるが、モロッコ出身者を中心としたセファルディム系ユダヤ人は5,580人を数えモントリオールで最大で大半が仏語話者を構成している。